# Edward Stanley (1894–1938)
Edward Montagu Cavendish Stanley, lord Stanley (ur. 9 lipca 1894, zm. 16 października 1938) – brytyjski arystokrata i polityk, najstarszy syn Edwarda Stanleya, 17. hrabiego Derby, i lady Alice Montagu, córki 7. księcia Manchester.
Wykształcenie odebrał w Eton College oraz w Magdalen College na Uniwersytecie Oksfordzkim. Od 1908 r. nosił tytuł lorda Stanley, którzy przysługiwał dziedzicowi tytułu hrabiego Derby. Lord Stanley służył w Grenadier Guards, gdzie dosłużył się rangi kapitana. W 1914 r. był adiutantem dowódcy 2 Korpusu Armijnego.
W 1917 r. został wybrany do Izby Gmin jako reprezentant okręgu Abercromby z ramienia Partii Konserwatywnej. Zasiadał tam do 1918 r. jako najmłodszy członek Izby. W 1922 r. ponownie dostał się do Izby Gmin, tym razem z okręgu Fylde. W latach 1924–1927 był młodszym lordem skarbu. W latach 1927–1929 był wiceprzewodniczącym Partii Konserwatywnej. W latach 1931–1935 był parlamentarnym i finansowym sekretarzem przy Admiralicji. Ponownie sprawował ten urząd w latach 1935–1937. W 1935 r. był podsekretarzem stanu w Ministerstwie ds. Dominiów, a w latach 1937–1938 sprawował analogiczne stanowisko w Ministerstwie ds. Indii i Birmy.
Był również członkiem Tajnej Rady, kawalerem Krzyża Wojennego i przewodniczącym Junior Imperial League. W maju 1938 r. premier Neville Chamberlain powierzył Stanleyowi tekę ministra ds. dominiów. Stanley wszedł również w skład gabinetu, gdzie dołączył do swojego młodszego brata Olivera, który był przewodniczącym Zarządu Handlu. Zmarł pięć miesięcy później w wieku 44 lat.
17 lipca 1917 r. poślubił Sybil Louise Beatrix Cadogan (7 stycznia 1893 - 21 czerwca 1969), córkę Henry’ego Cadogana, wicehrabiego Chelsea, i Mildred Sturt, córki 1. barona Alington. Edward i Sybil mieli razem trzech synów:
- Edward John Stanley (21 kwietnia 1918 - 28 listopada 1994), 18. hrabia Derby
- Richard Oliver Stanley (29 stycznia 1920 - 15 listopada 1983), w latach 1950–1966 zasiadał w Izbie Gmin jako reprezentant okręgu North Fylde, ożenił się z Susan Aubrey-Fletcher, nie miał dzieci
- Hugh Henry Montagu Stanley (26 października 1926–1971), ożenił się z Mary Birch, miał dzieci, jego synem jest Edward Stanley, 19. hrabia Derby